# ブータンの地理

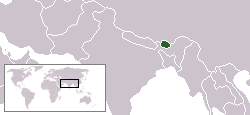
ブータンの位置

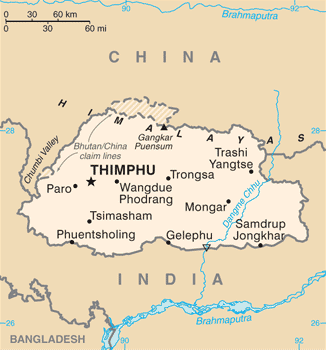
ブータンの国土

ブータンの地理（ブータンのちり）では、ブータンの地理的特徴を記す。

## 国土と気候
内陸国ブータンは、インドと中華人民共和国（チベット）という二大国に囲まれた地政学上非常に微妙な位置にある。インドとは東をアルナーチャル・プラデーシュ州、西をシッキム州、南を西ベンガル州及びアッサム州で接しており、その国境線は605kmに達する。また北の国境線470kmは中華人民共和国のチベット自治区と接している。中華人民共和国との国境の大部分はヒマラヤ山脈の上を走っている。従って国境線が確定していない部分も多く、国境画定交渉が現在も進められている。
ブータンはヒマラヤ南面山麓に位置し、気候の変化も南北で大きく違っている。気候は以下の3つに大別される。
1. 標高3,000m以上の北部ヒマラヤ山脈の高山・ツンドラ気候
2. 標高1,200mから3,000mの中部のモンスーン気候
3. 標高1,200m未満の南部タライ平原の亜熱帯性気候

国土のうち、3,000m以上の高地は全国土の44.6%、1,200mから3,000mの中高度地域は40.3%、1,200m未満の低地は15.1%を占めている。
南部はほとんどがマラリアの蔓延するジャングルで、19世紀末ごろにネパール系移民が入植してくるまでは無人の地であったと言われる。それはチベット系住民が1,000m以下の低地に住む習慣がなく、その土地に無関心であったためである。しかしながら、この南部ドゥアール地区を巡ってイギリスとの間で領土紛争を起こしたり（1864年ドゥアール戦争）、さらに南部のクーチビハール王国へと攻め入ったりしていることから考えると、無人の地であったという主張は再検討を要するだろう。
中部のモンスーン気候地帯は、照葉樹林帯に属している。照葉樹林帯とは植物学者の中尾佐助氏が提唱したもので、カシ類を主にする常緑樹が密生している地帯である。ヒマラヤ山脈から、ネパール、ブータン、雲南などの中華人民共和国南西部を通って、日本の九州、四国地方、そして本州南半分に続くこの地域は、栽培植物や文化において共通性が認められ、時に日本文化の源流だと紹介されることもある。ブータンと日本はこの西端と東端に位置しており、両者共にこの自然を基にした農耕生活のパターンを発達させ、漆器の使用、赤米の栽培、妻訪い婚などといった類似点が多く見られる。例えばブータンには一部地域で蕎麦加工品を食べる習慣があり、蕎麦粉をパンケーキ状に焼いた「クルワ（クレ）」と呼ばれるものや、蕎麦の押し出し麺にバターとトウガラシを和える「プタ」という食品が存在する。これに加えて醸造酒の生産も盛んである。日本のどぶろくによく似た製法の「シンチャン」や焼酎に似た蒸留酒の「アラ」などがあり、日本の酒文化と類似した部分も多い。しかしながら、「ヒマラヤ地方が日本文化の源流であり、日本語の源流である。」という考え方は理論的にも無理がある。むしろ本来は雲南地方に広がっていた文化がヒマラヤ方面と日本方面にそれぞれ伝播してきたと考えるのが妥当である。
国土は標高差が非常に大きく、南部の標高100mから北部の7,550mにわたっている。気候の多様性もはっきりとしている。ブータン南部は一般に暑く、湿気が多い気候であり、北部では万年雪が残る高山気候である。谷の多いブータンでは標高によって谷ごとに気候が変化することも多い。降雨量はレインシャドウ効果により短い距離で変化する。年間降水量はほとんどが雨期（モンスーン期：6月半ばから9月）に集中している。年平均降水量は、南部国境地帯で3,000-5,000mm、南部ヒマラヤ斜面地帯では1,200-2,000mm、内陸中央峡谷地帯で500-1,000mm、4,000m以上の高山地帯では500mm以下となっている。

## 山岳
ヒマラヤ山系に属しているため、7,000m級の山も4座あり、登山家の羨望の的となっているが、ブータン政府は宗教的理由から主要な高山への入山を許可しない政策をとっている。7,000m級の山岳は以下の通り。
1. ガンカー・プンスム (Gangkhar Puensum) : 7,561m (7,541m) - 国内最高峰
2. ジョモラリ (Jhomolhari) : 7,326m (7,314m)
3. ジジカンプーカン (Jejekangphu Gang) : 7,184m (7,300m)
4. テリカン (Teri Gang) : 7,127m (7,300m)
5. ゾンゴプーカン (Zongophu Gang) : 7,094m (7,100m)
6. ジチュダケ (Jichu Drake) : 6,942m (6,989m)

- クーラカンリ（Kulha Gangri、7,554m）をブータン領に含めることもある。
- 標高は「第8次五ヵ年計画書vol.I 地図1.2」より。括弧内はLonely Planet Bhutan (1998) より。

## 河川
標高差のある国土であるため、すべての河川は急流であり、それを利用した水力発電が盛んである。また、高山地帯にある氷河湖の決壊によって被害を受ける事がたびたびあった。河川のほとんどはインドへと流れ、ブラマプトラ川へと合流する。主な河川は以下の通り。尚、チュとはゾンカ語で「水、川」を意味する言葉である。
- アモ・チュ

トルサ・チュに合流（インド名トルサ川）
- パロ・チュ
- ティンプー・チュ（ウォン・チュ）

ウォン・チュに合流、さらにインドでサンコーシュ川に合流
- ポ・チュ及びモ・チュ

合流してプナ・ツァン・チュとなる（インド名サンコーシュ川）
- ニカ・チュ
- マンデ・チュ
- ブムタン・チュ（チャムカル・チュ）

合流してマンデ・チュとなり、さらにマナス・チュに合流
- クリ・チュ
- ダンメ・チュ
- クロン・チュ
- ガムリ・チュ

合流してマナス・チュとなる（インド名マナス川）

## 峠
ブータンの重要な地形として峠（ゾンカ語で「ラ」）を挙げておく必要があるだろう。特に伝統的な地理区分として、ペレ・ラの存在は大きい。行政区分上の東西区分とは別に、ペレ・ラ以西を西ブータン、ペレ・ラ以東を東ブータンとするのが一般的な認識である。各主要都市の間にはたいてい峠があり、交通の難所としても知られている。
- ドチュ・ラ（標高3,150m）……ティンプー＝プナカ間
- チェレ・ラ（標高3,800m）……パロ＝ハ間
- ペレ・ラ（標高3,360m）……ワンデュ・ポダン＝トンサ間
- ヨトン・ラ（標高3,400m）……トンサ＝ジャカル間
- トゥムシン・ラ（標高3,740m）……ジャカル＝モンガル間（国道1号線最高地点）
- コリ・ラ（標高2,400m）……モンガル＝タシガン間
- ヤンプ・ラ（標高2,100m）……タシガン＝サムドゥプ・ジョンカル間